# Theo Custers
Théodore Laurent Custers, detto Theo (Genk, 10 agosto 1950), è un ex calciatore belga, di ruolo portiere.

## Palmarès

### Club

#### Competizioni nazionali
- Derde klasse: 1

Thor Waterschei: 1973-1974

#### Competizioni internazionali
- Coppa Piano Karl Rappan: 1

Anversa: 1977